# Desa Linggajati (administrativ by i Indonesien, lat -6,36, long 108,26)
Desa Linggajati är en administrativ by i Indonesien.   Den ligger i provinsen Jawa Barat, i den västra delen av landet, 160 km öster om huvudstaden Jakarta.